# Chiusaforte
Chiusaforte (in friulano Scluse, in sloveno Kluže) è un comune italiano di 582 abitanti in Friuli-Venezia Giulia.

## Geografia fisica

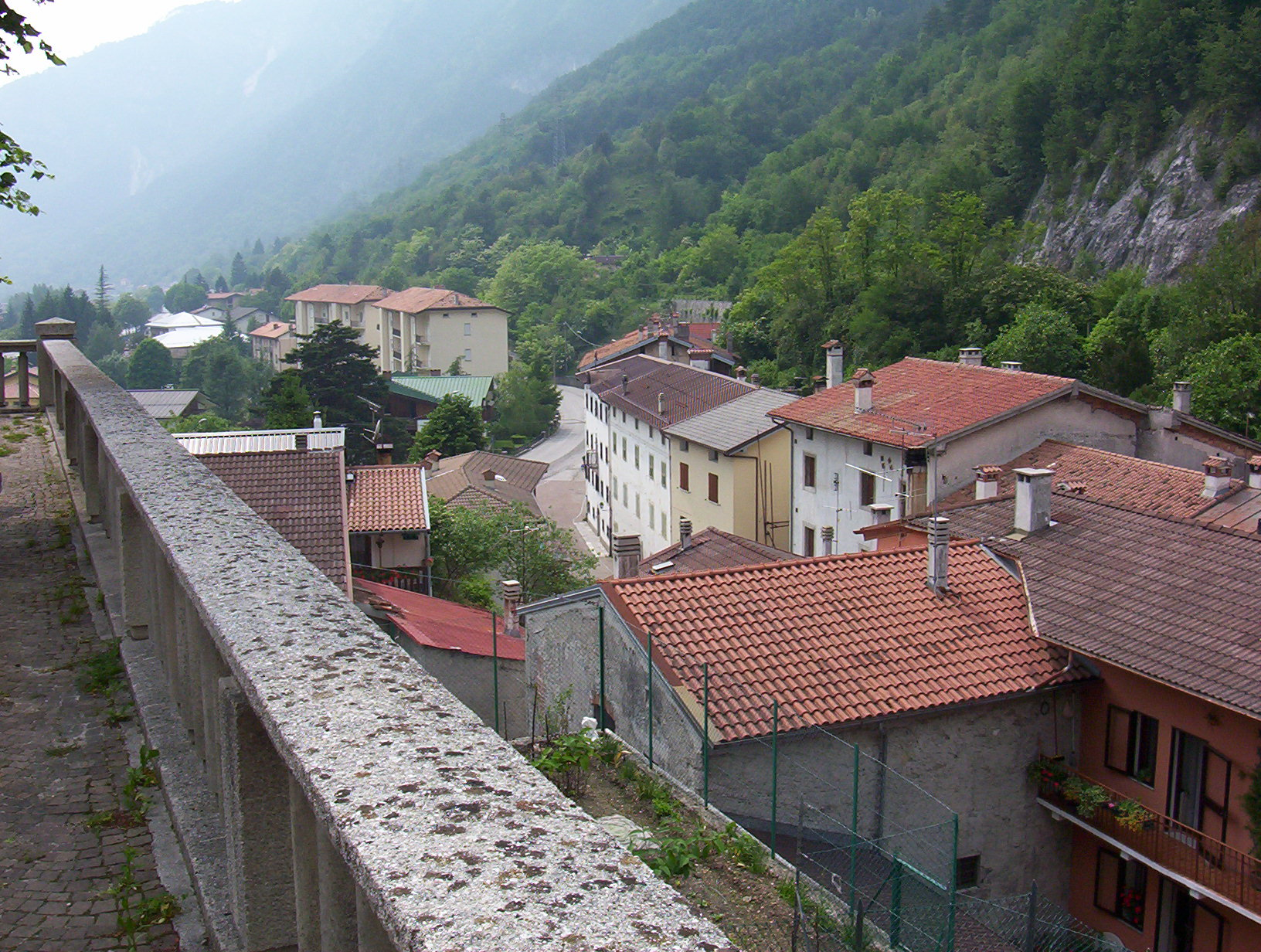
Via Campolaro e Via Roma viste dal piazzale della Chiesa parrocchiale

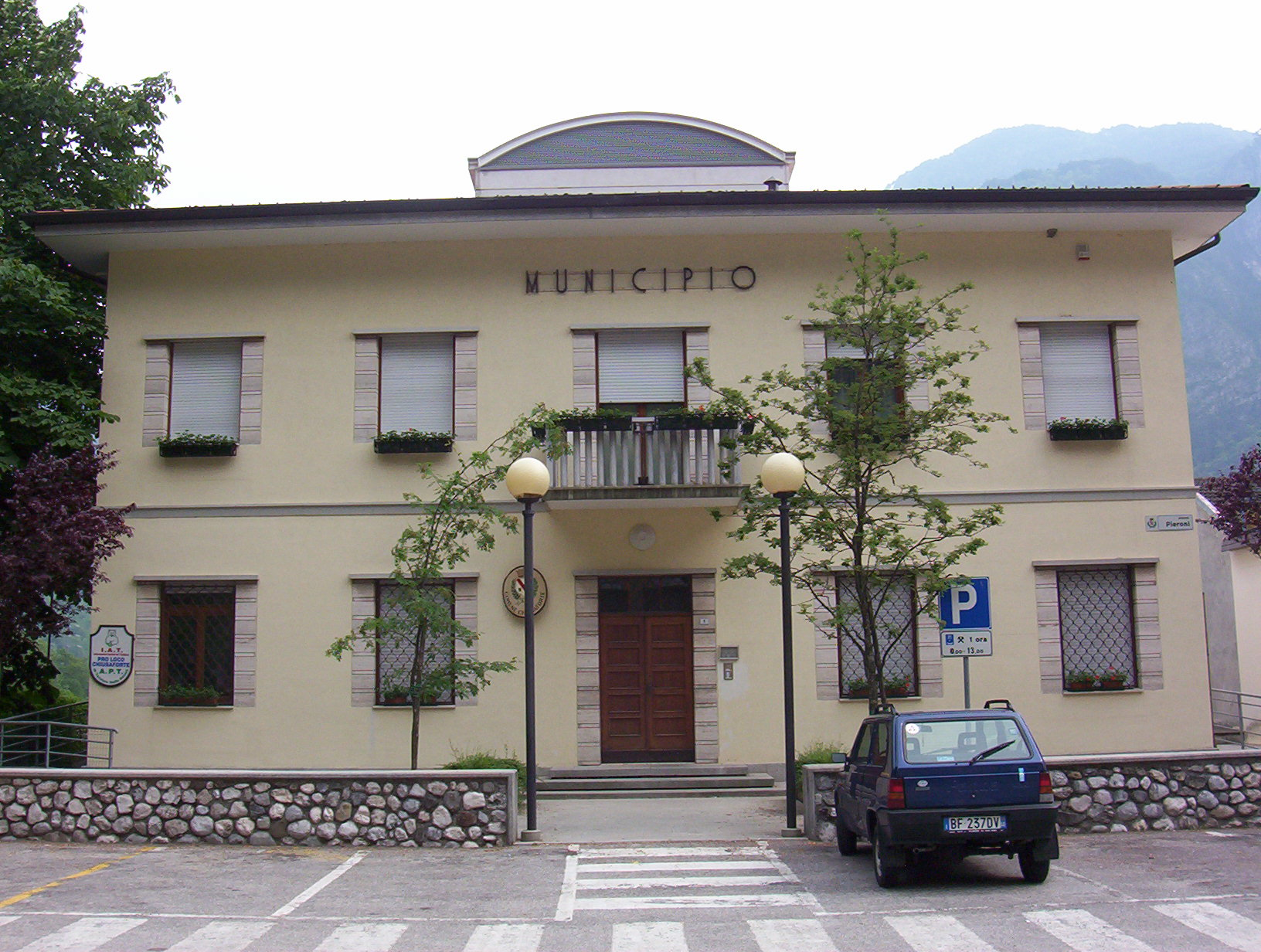
Municipio

Il centro è situato in una posizione geografica particolare: nei pressi di una strettoia della valle del Fella. 
Il comune si estende da ovest verso est comprendendo la Val Raccolana sino ad arrivare a circa 2 km dalla località turistica di Sella Nevea, frazione del comune, comprendendo anche l'Altopiano del Montasio. Il vasto territorio comunale è attraversato dalla SP76, che collega il centro di Chiusaforte all'incrocio con la SS54 in prossimità del Lago del Predil, compreso nel territorio comunale di Tarvisio. Il monte Canin e il Montasio sono le cime più importanti presenti nel territorio comunale, all'interno del quale ricade anche la stazione meteorologica di Chiusaforte-Saletto di Raccolana.

## Storia
Probabile stazione romana sulla strada che da Aquileia saliva verso il Norico, divenne punto di passaggio obbligato in una strozzatura tra i monti nella valle del Fella, da cui deriva l'antico nome dell'abitato: Chiusa. Fu il patriarca di Aquileia Ulrico di Eppenstein (1086-1121) a costituirvi una muda per il pagamento dei pedaggi, con relativa fortificazione e castello. Proprio la muda attirò su Chiusa le attenzioni e le successive occupazioni da parte dei conti di Gorizia, dei duchi di Carinzia, poi degli arciduchi d'Austria ed infine della Repubblica di Venezia (1420). Il patriarca Ludovico di Teck se ne riappropriò temporaneamente nel 1422. Chiusa divenne poi teatro delle guerre tra Venezia e l'Austria.
Con l'avvento del Regno d'Italia le precedenti comunità rette da "merighi" furono riunite in un Comune di III classe inserito nel Dipartimento di Passariano (Distretto di Tolmezzo, Cantone di Resiutta). Con l'istituzione del Regno Lombardo Veneto entrò a far parte del Distretto di Moggio, mentre nel 1819 venne concesso al Comune di Chiusa il Consiglio Comunale, senza "ufficio proprio" in luogo del "Convocato Generale degli Estimati" che gli competeva come Comune di III classe. Nel 1866 venne annesso al Regno d'Italia. Nel 1867 il nome venne cambiato in Chiusaforte.
Con il Regio Decreto n.659 del 15 marzo 1928 i Comuni di Chiusaforte e Raccolana vennero uniti in un unico Comune denominato Chiusaforte. Nella seconda guerra mondiale subì numerose incursioni aeree alleate a causa del ponte della ferrovia per l'Austria. Nel 1976 subì notevoli danni a causa del terremoto. Chiusaforte attualmente appartiene alla Provincia di Udine, Mandamento di Pontebba, assieme alle frazioni di Casasola, Piani di là, Piani di Val Raccolana, Raccolana, Roveredo, Saletto, Sella Nevea.
Nel 1976 il comune fu devastato dal terremoto del Friuli, che provocò enormi crolli e danni.

### Simboli
Lo stemma è stato riconosciuto con decreto ministeriale del 13 giugno 1921.
Il gonfalone è un drappo di rosso concesso con DPR dell'11 luglio 1996.

## Società

### Evoluzione demografica
Abitanti censiti

### Lingue e dialetti
A Chiusaforte, accanto alla lingua italiana, la popolazione utilizza la lingua friulana. Ai sensi della Deliberazione n. 2680 del 3 agosto 2001 della Giunta della Regione Autonoma Friuli-Venezia Giulia, il Comune è inserito nell'ambito territoriale di tutela della lingua friulana ai fini della applicazione della legge 482/99, della legge regionale 15/96 e della legge regionale 29/2007.
La lingua friulana che si parla a Chiusaforte rientra fra le varianti appartenenti al friulano carnico.

## Geografia antropica

### Frazioni
- Raccolana, già sede comunale propria fino al 1928, è separata da Chiusaforte dal fiume Fella. Interessante la parrocchiale dedicata a San Paolo Apostolo; da segnalare anche casa Della Mea, all'ingresso del paese (entrambi gli immobili sono inseriti nel patrimonio culturale regionale).
- Costamolino, è un piccolo nucleo di case che sorge in posizione assai panoramica sulla destra orografica del Canal del Ferro, nel tratto compreso tra Dogna e Chiusaforte. Vi si giunge dalla statale Pontebbana attraverso il sentiero CAI n.427 oppure da Plagnis tramite una strada sterrata.
- Sella Nevea, località di sport invernali sorta negli anni sessanta e settanta a 1.190 m s.l.m., nella conca tra il monte Canin e il Montasio. Sul Canin si snodano diversi chilometri di piste da sci, collegati con gli impianti di Plezzo nella vicina Slovenia.
- Borghi e località: Casasola, Chiout Cali, Chiout Micheli, Patocco, Pianatti, Piani di là, Piani di qua, Piani di sotto, Raccolana, Roveredo, Saletto, Sotmedons, Stretti, Tamaroz, Villanova, Costamolino

## Infrastrutture e trasporti

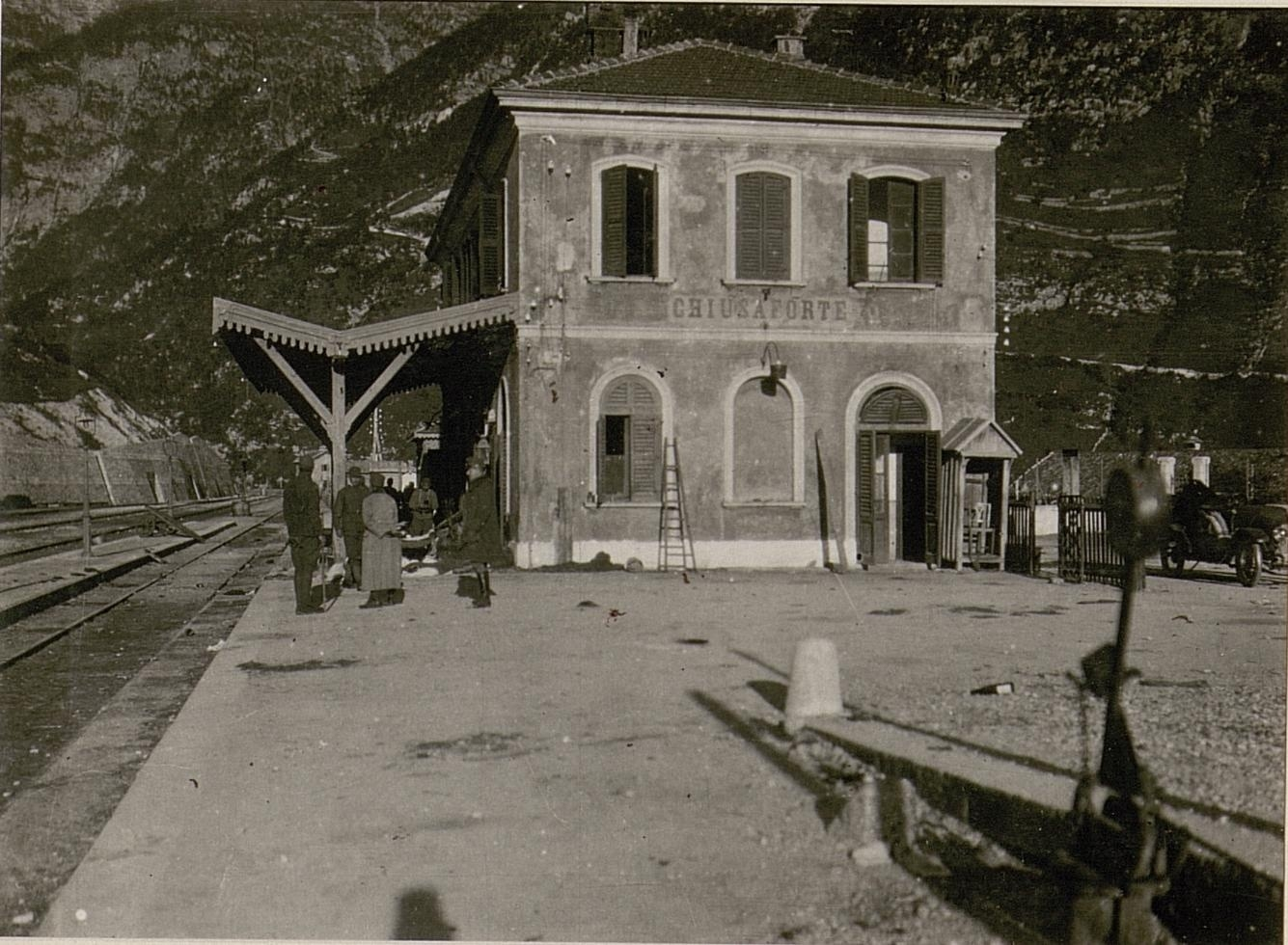
La stazione di Chiusaforte nel 1917, quando era in esercizio.

### Ferrovie
Dal 1878 al 1995 Chiusaforte era attraversata dalla ferrovia Udine-Tarvisio dove era presente la stazione ferroviaria. Fu dismessa nel 1995 a seguito del raddoppio della linea, il tracciato è convertito a pista ciclabile mentre là il fabbricato viaggiatori è adibito ad altri usi.

## Galleria d'immagini

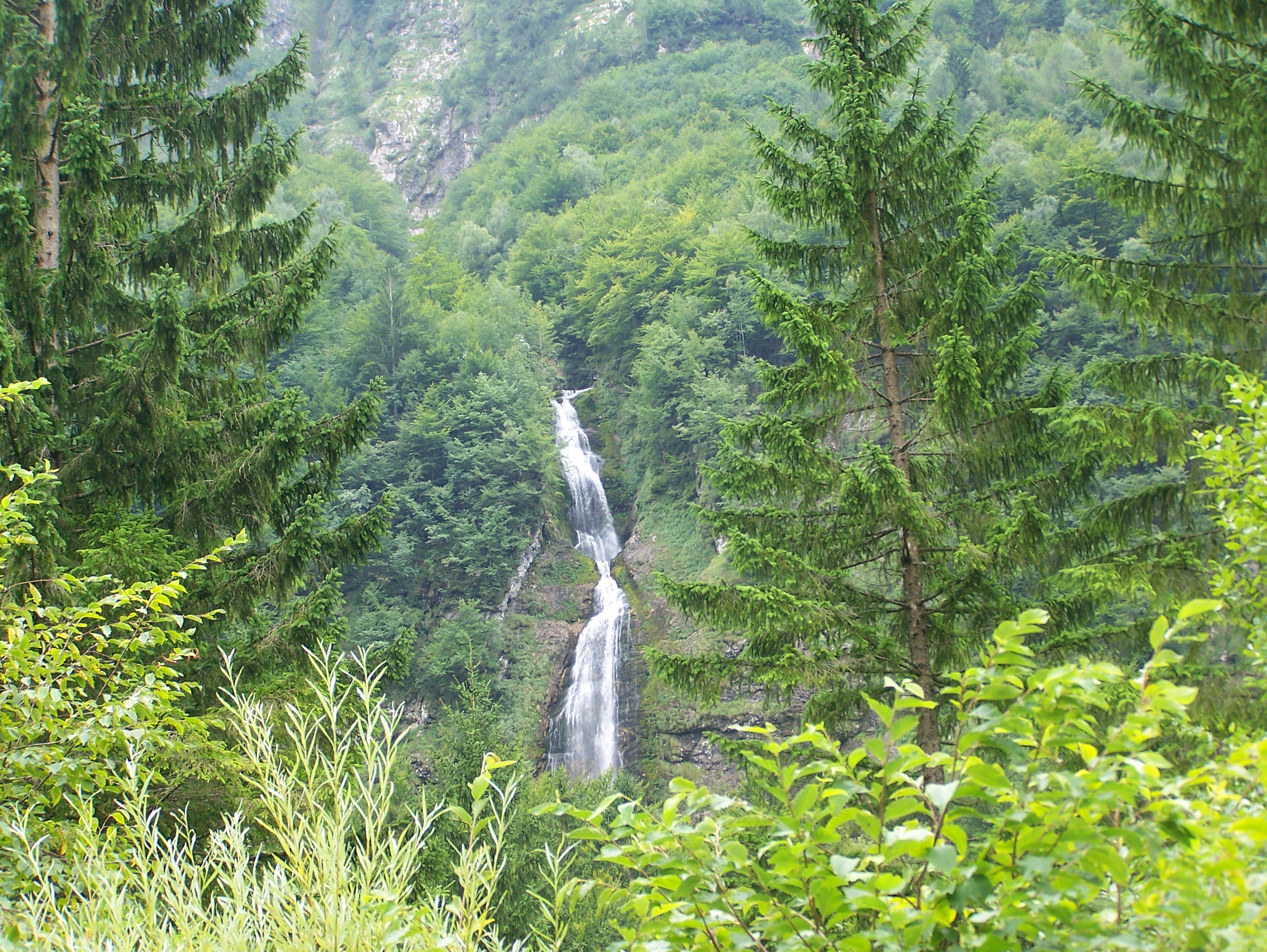
Il Fontanon di Goriuda in Val Raccolana
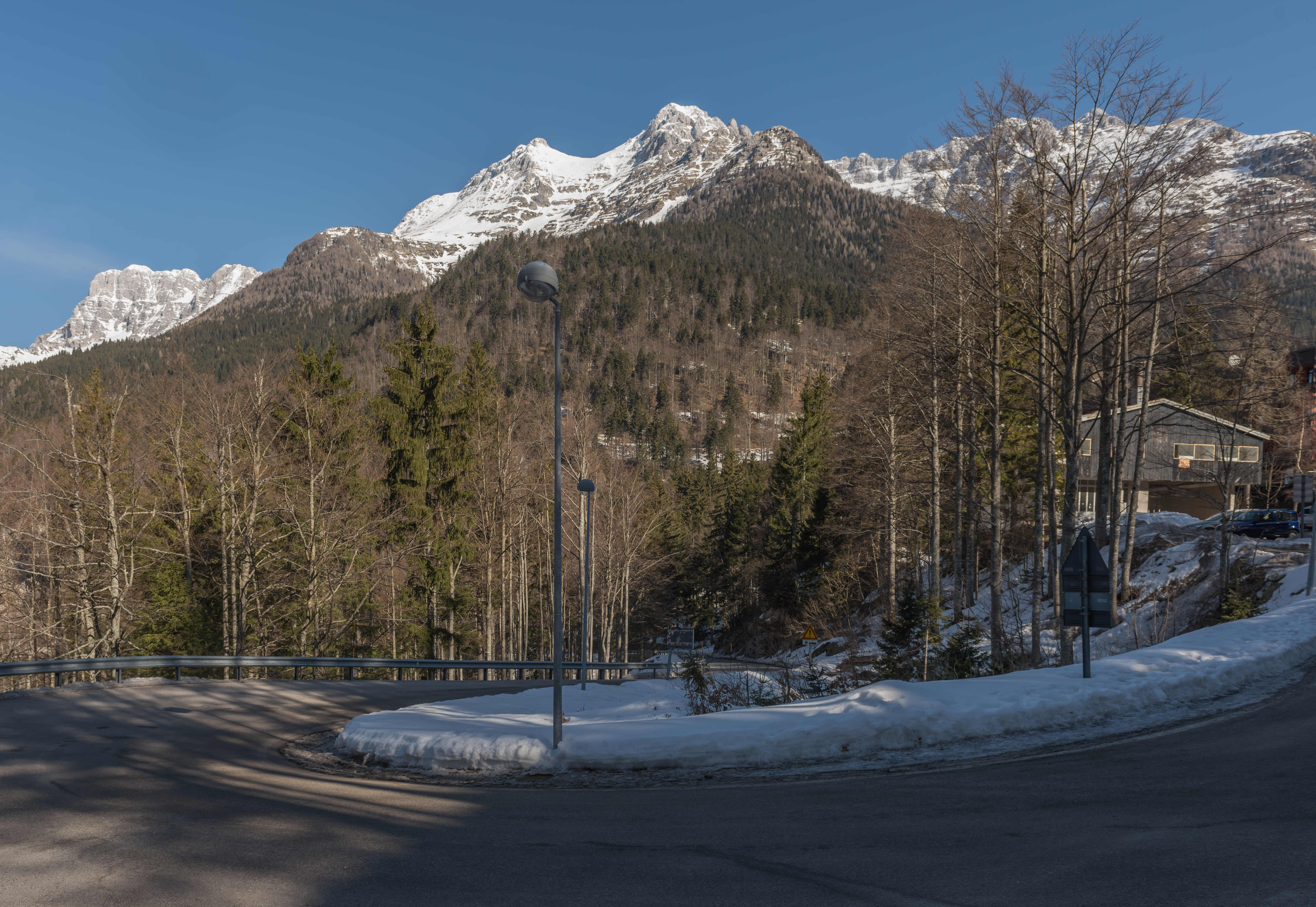
Sella Nevea, sullo sfondo la Catena Jôf Fuârt-Montasio
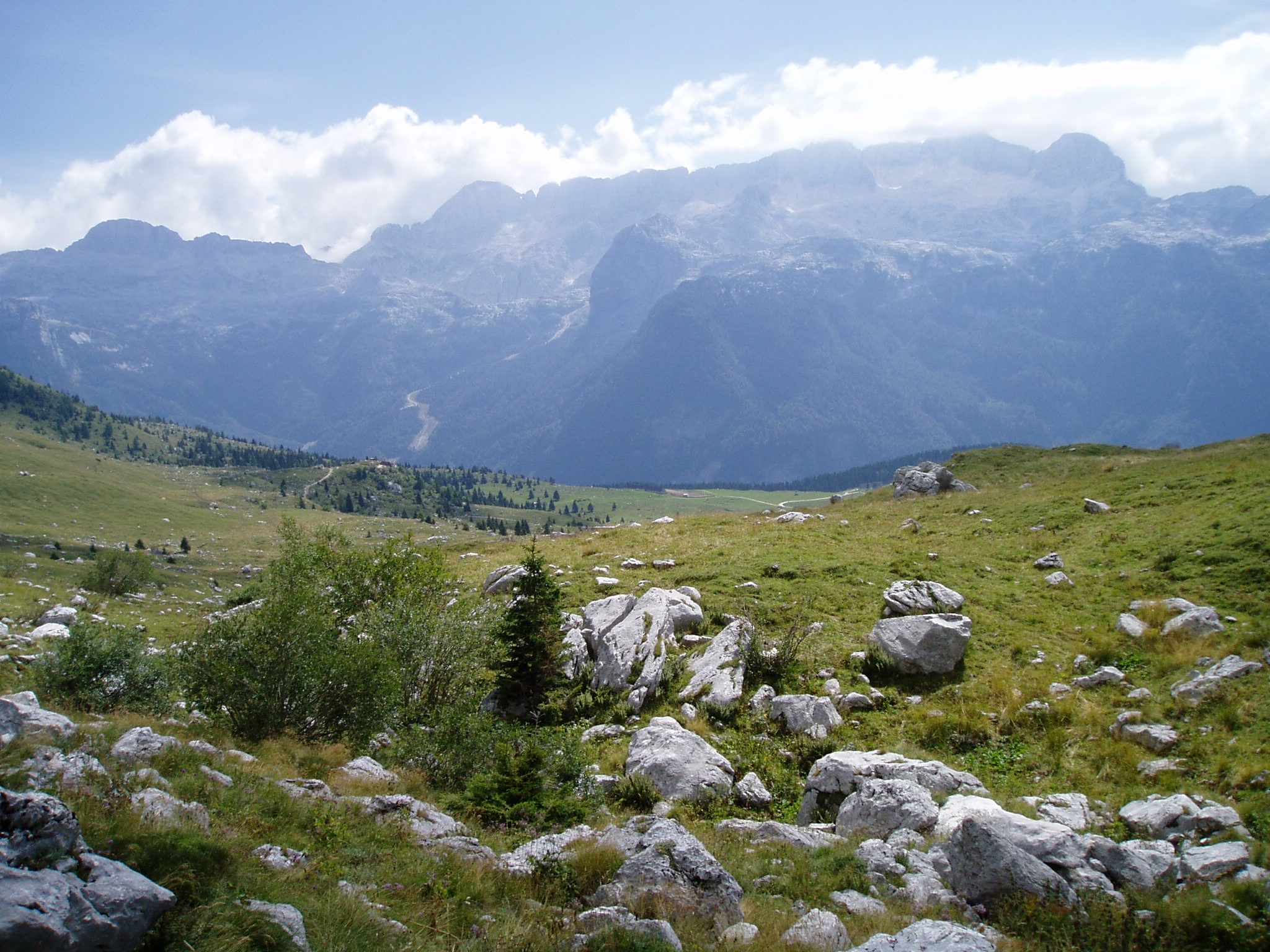
Monte Canin visto dall'Altopiano del Montasio
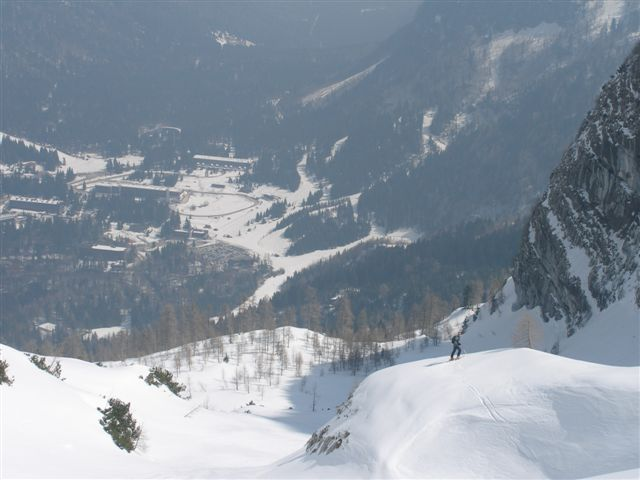
La frazione di Sella Nevea dal monte Canin
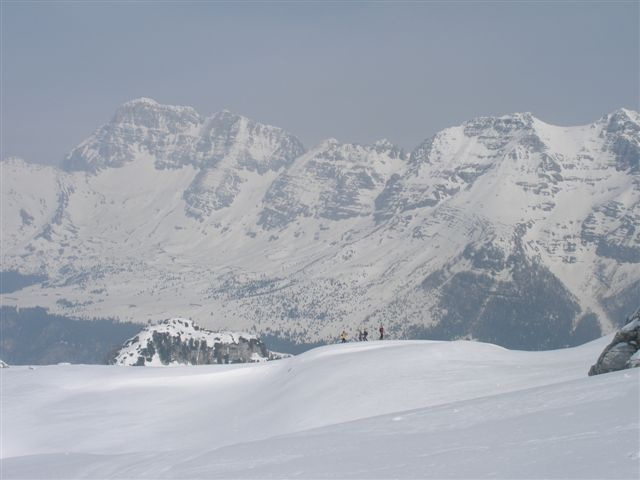
Il Jôf di Montasio dal monte Canin